# Midley
Midley var en civil parish fram till 1934 då den blev en del av Old Romney, i grevskapet Kent, i England. Civil parish var belägen 20 km från Ashford och hade 31 invånare år 1931. Byn nämndes i Domedagsboken (Domesday Book) år 1086, och kallades då Midelea.